# Thera nigrolineata
Thera nigrolineata är en fjärilsart som beskrevs av Edward Alfred Cockayne 1946. Thera nigrolineata ingår i släktet Thera och familjen mätare. Inga underarter finns listade i Catalogue of Life.